# Kerem be-Javne
Kerem be-Javne (hebrejsky כרם ביבנה, doslova „Vinice Javne“, v oficiálním přepisu do angličtiny Kerem Yavne (Yeshiva)) je obec a školský komplex v Izraeli, v Centrálním distriktu, v Oblastní radě Chevel Javne.

## Geografie
Leží v nadmořské výšce 50 metrů v hustě osídlené a zemědělsky intenzivně využívané pobřežní nížině.
Obec se nachází 7 kilometrů od břehu Středozemního moře, cca 29 kilometrů jihojihozápadně od centra Tel Avivu, cca 48 kilometrů západně od historického jádra Jeruzalému a 5 kilometrů severovýchodně od přístavního města Ašdod. Kerem be-Javne obývají Židé, přičemž osídlení v tomto regionu je etnicky převážně židovské. Obec tvoří souvislý urbanistický celek se sousedním kibucem Kvucat Javne.
Kerem be-Javne je na dopravní síť napojen pomocí dálnicí číslo 41, která se západně od obce kříží s dálnicí číslo 42 a dálnicí číslo 4. Paralelně s dálnicí číslo 4 vede i železniční trať z Javne směrem do Ašdodu a Aškelonu.

## Dějiny
Kerem be-Javne byl jako samostatná obec ustaven v roce 1963. O založení vzdělávacího komplexu zaměřeného na náboženskou výuku v intencích hnutí Mizrachi uvažovali jeho předáci jako Abraham Isaac Kook již před vznikem státu Izrael. Roku 1941 došlo k dohodě mezi hnutím Mizrachi a Židovským národním fondem o předání 500 dunamů (50 hektarů) pozemků pro zamýšlenou školu souběžně se vznikajícím kibucem Kvucat Javne. V roce 1948 již stála hrubá stavba, která byla během tehdy probíhající války za nezávislost používána coby nejvyšší objekt v okolí vojenským velitelem Jigalem Alonem jako pozorovatelna. Škola byla otevřena roku 1954 pod vedením Chajima Ja'akova Goldviče. První studenty tvořila skupina dvanácti absolventů středních škol hnutí Bnej Akiva.
Centrem komplexu je ješiva s 400 studenty. Studuje tu také 100 zahraničních žáků. Výuka kombinuje náboženské studie a službu v armádě (typ hesder ješiva). Rekrutovalo se odtud mnoho členů vojensko-osadnických jednotek Nachal. V izraelských válkách padlo 27 studentů a absolventů ješivy. Kerem be-Javne se rovněž zaměřuje na výuku učitelů, kteří potom působí na jiných ješivách inspirovaných zdejším modelem výuky. Roku 1991 obdržela škola Kerem be-Javne Izraelskou cenu.

## Demografie
Podle údajů z roku 2014 tvořili naprostou většinu obyvatel v Kerem be-Javne Židé (včetně statistické kategorie "ostatní", která zahrnuje nearabské obyvatele židovského původu ale bez formální příslušnosti k židovskému náboženství).
Jde o menší obec s dlouhodobě kolísající populací. K 31. prosinci 2014 zde žilo 514 lidí. Během roku 2014 populace klesla o 0,7 %.
| Rok            | 1972 | 1983 | 1995 | 2001 | 2003 | 2004 | 2005 | 2006 | 2007 | 2008 | 2009 | 2010 | 2011 | 2012 | 2013 | 2014 |
| -------------- | ---- | ---- | ---- | ---- | ---- | ---- | ---- | ---- | ---- | ---- | ---- | ---- | ---- | ---- | ---- | ---- |
| Počet obyvatel | 156  | 261  | 219  | 341  | 358  | 335  | 337  | 339  | 322  | 317  | 571  | 542  | 555  | 518  | 518  | 514  |